# 丸山敬一
丸山 敬一（まるやま けいいち、1938年9月1日 - ）は、日本の政治学者、中京大学名誉教授。

## 略歴
長野県伊那市生まれ。1966年京都大学法学部卒。1976年大阪市立大学大学院法学研究科博士課程単位取得退学、中京大学法学部助教授、81年教授、87-89年法学部長。2001-03年法学研究科長、2009年定年退職、名誉教授。91年「マルクス主義と民族自決権」で、法学博士（大阪市立大学）の学位を取得。専攻はドイツ、オーストリアの政治思想史。

## 著書
- 『マルクス主義と民族自決権』信山社出版 1989
- 『政治学原論』有信堂高文社 1993
- 『民族自決権の意義と限界』有信堂高文社 2003

編著
- 『民族問題 現代のアポリア』編 ナカニシヤ出版 1997

### 翻訳
- ハンナ・アーレント他『非政治的人間の政治責任』山口定共訳 福村出版 1972
- ローザ・ルクセンブルク『マルクス主義と民族問題』福村出版 1974
- ローザ・ルクセンブルク『ロシア革命論』伊藤成彦共訳 論創社 1985
- オットー・バウアー『民族問題と社会民主主義』倉田稔,相田慎一,上条勇,太田仁樹共訳 御茶の水書房 2001

## 論文
- 丸山敬一